# 性的奉獻
《性的奉獻》（義大利語：Le deportate della sezione speciale SS）是一部1976年的意大利情色劇情片，由里諾·狄·希爾維斯特羅执导。这部电影被认为是第一部意大利纳粹剥削电影，其前身有莉莉安娜·卡瓦尼的藝術電影《狂愛》和丁度·巴拉斯的剝削電影《纳粹疯淫史》等。

## 剧情
在納粹德國，一群女囚被火车运送到一个SS集中營，并受到营地指挥官（约翰·斯坦勒饰）和他的卫兵（包括一名女同性恋看守）的折磨。其中一名卫兵和他的囚犯情人被迫在全营面前做爱，之后用氰化物胶囊自杀。与此同时，指挥官对一名囚犯塔尼亚·诺贝尔产生了迷恋，他在战前爱上了她，但她拒绝了他，选择了另一个男人，后来这个男人被指挥官下令谋杀。塔尼亚最初试图饿死自己，但后来假装爱上了他。然而，在指挥官卧室一晚之后，他透露了逃往南美洲的计划，在他们做爱时，塔尼亚用藏在阴道里的剃刀片切断了他的生殖器，作为报复。在电影高潮时，她帮助其他囚犯逃跑，枪杀了一群SS卫兵，但随后被一名卫兵射杀。

## 制作
琳娜·波利托在阅读剧本时感到恐惧，尤其是对裸露场景。里諾·狄·希爾維斯特羅告诉她，并在她的合同上增加了一条，她永远不会完全裸露拍摄，但最终在屏幕上，她看起来就像是裸露的。她有一点遮盖，阴部有一个三角形，乳头上有星形。希爾維斯特羅以特殊的方式拍摄，这些遮盖从未被看到。最终她看起来是裸露的，但实际上并不是。